# Ave verum corpus (Mozart)
Ave verum corpus en ré majeur K. 618 est un petit motet musical composé par Wolfgang Amadeus Mozart sur le texte d'une hymne brève portant le même titre qui date du XIVe siècle et est attribué au pape Innocent VI. 

## Histoire de l'œuvre

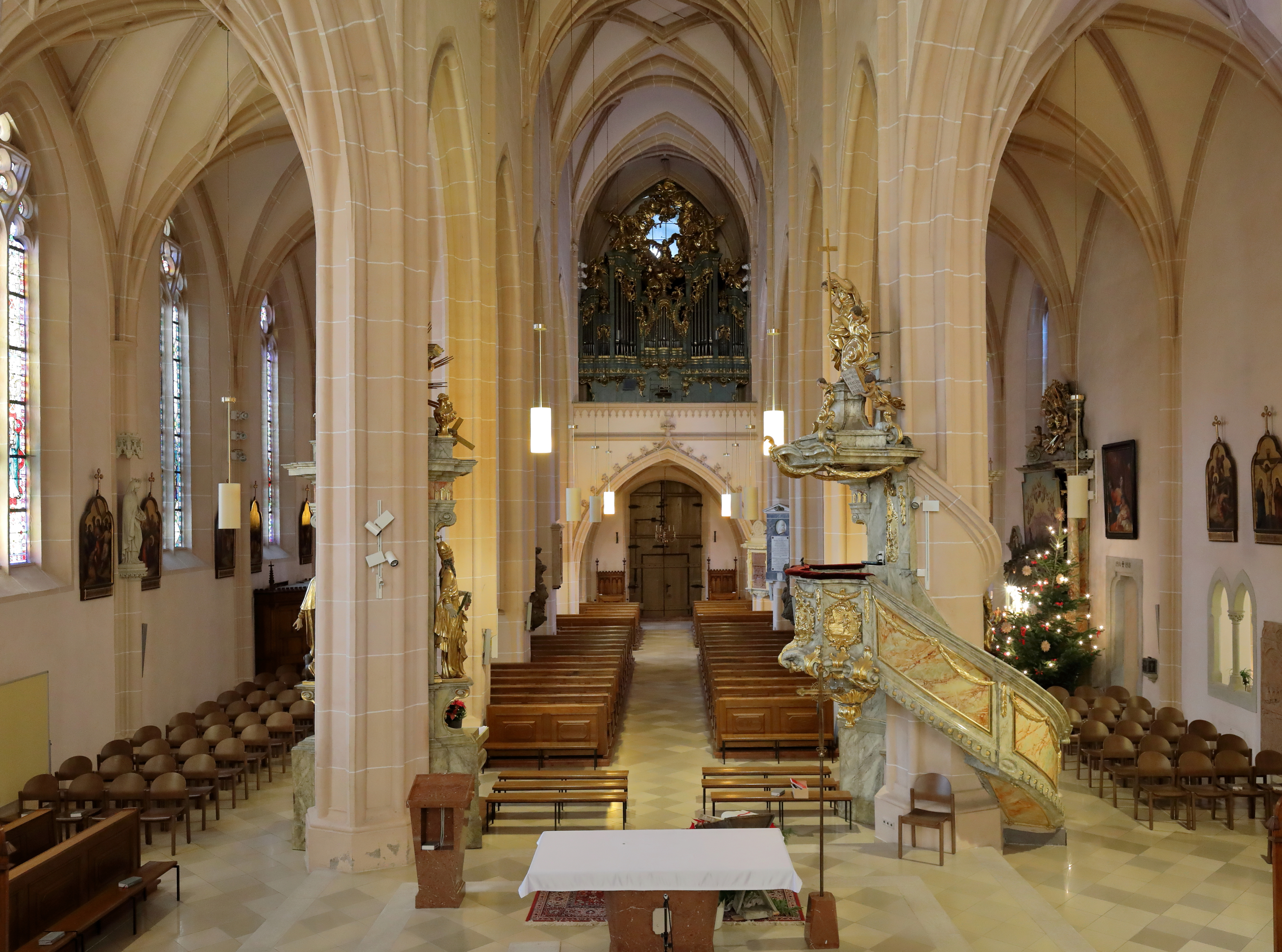
Vue vers la tribune d'orgue de l'église paroissiale Saint-Étienne dans la ville de Bade en Basse-Autriche.

En avril 1791, Leopold Hofmann, maître de chapelle à la Cathédrale Saint-Étienne de Vienne, tomba gravement malade. Mozart, qui n'avait jamais été un compositeur attiré par la musique sacrée, y vit une occasion d'améliorer ses revenus. C'est pourquoi, il se tourna à nouveau vers ce type de musique qu'il n'avait pas abordé depuis la Messe en ut mineur K. 427 de 1782-1783 ; le point culminant sera finalement son Requiem. En fait, Hofmann survivra à Mozart et il décédera en 1793.
Le motet Ave verum corpus a été composé pour la fête du Corpus Christi et a été terminé à Baden le 18 juin 1791. Il est dédié à Anton Stoll, directeur du chœur de la paroisse de Baden, une station  balnéaire. Mozart terminait son opéra La Flûte enchantée, Constance attendait son sixième fils et se reposait à la station de Baden. Il ne restait à Mozart que six petits mois de vie.

## Forme de l'œuvre
L'œuvre est écrite pour chœur, cordes et orgue. Sur la partition autographe, Mozart a marqué au début une seule petite indication : sotto voce.
Ce motet est très simple, peut-être à cause de l'interdiction de composer de la musique qui ne soit pas pour la Cour Impériale ou bien peut-être à cause des limites du chœur de Stoll. De toute manière, sa valeur repose sur sa simplicité et sa beauté. 
L'œuvre se réduit à quarante-six mesures depuis l'introduction à l'orchestre, le développement et la conclusion orchestrale. La partie chorale occupe toute la partie centrale. Elle correspond au style qui avait cours à Vienne à cette époque et qui préconisait la simplicité pour les œuvres religieuses.
Le manuscrit est conservé à la Bibliothèque nationale autrichienne.

## Le texte de la prière

### Français
Je te salue, vrai corps né de la Vierge Marie,

Qui a vraiment souffert et a été immolé sur la croix pour l'homme,

Toi dont le côté transpercé a laissé couler du sang et de l'eau.

Puissions nous te recevoir à l'heure de la mort.

Ô doux, ô bon, ô Jésus fils de Marie. Ainsi soit-il.

### Latin
Ave verum corpus natum de Maria Virgine

Vere passum, immolatum in cruce pro homine,

Cuius latus perforatum fluxit aqua et sanguine,

Esto nobis prægustatum in mortis examine.

O Iesu dulcis, o Iesu pie, o Iesu, fili Mariæ.

Pour la troisième ligne, Mozart utilise un texte légèrement différent :

Cuius latus perforatum unda fluxit et sanguine.
Pour des raisons inconnues, Mozart n'a pas mis en musique le dernier vers :

O Iesu dulcis, o Iesu pie, o Iesu, fili Mariæ.